# Den fuldkomne fisker
Den fuldkomne fisker er som en bibel for lystfiskere. 
Bogens originaltitel er The Compleat Angler. Or The Contemplative Man's Recreation (London, 1653). Den er skrevet af Izaak Walton og i 1676 udvidet med Charles Cottons afsnit om fluefiskeri.  Værket blev oversat til dansk af Johanne Kastor Hansen og udgivet af Lystfiskerforeningen i København i 1943 i anledning af Waltons 350 års fødselsdag. 
Nedenstående uddrag gengiver stemningen i bogen:
"Mandens vilje er saa mangelund,

en priser falk, en anden hund,

en tennisspil, en anden vil

langt helre dyrke elskovsspil.

Jeg er tilfreds, naar jeg har fri

og jeg har tid til fiskeri.

(...)

Og tit og ofte, naar jeg saa

den bange ørred bide paa,

saa tænkte jeg: et graadigt sind

gør mangen stakkels stymper blind.

Og bider ingen paa min krog,

saa trøster jeg mig med min bog.

(...)

Og hvis jeg fisker uden held,

er jeg tilfreds alligevel.

Det samme var den gode Gud,

da Han gav fiskene det bud

at gaa paa sjælefiskeri:

og Gud til ære fisker vi.

Blandt Frelserens apostle saa

man fiskere i spidsen gaa.

Den sidste ret, Han fik paa jord,

var fisk i følge skriftens ord.

Og jeg vil følge deres vej,

Han valgte til at følge sig."
Oversat af Otto Gelsted.